# Абу Амір Абдалах ібн Ахмад
Абу Амір Абдалах ібн Ахмад (араб. أبو عامر عبد الله بن أحمد; нар. 1378 — 1398) — 20-й маринідський султан Марокко в 1396—1398 роках.

## Життєпис
Походив з династії Маринідів. Син султана Ахмада I. Народився 1378 року. У 1389 році разом з батьком брав участь у військовій кампанії проти Заянідів.
1396 року після смерті старшого брата Абдул-Азіза II посів трон. Значний вплив при ньому набули візирі Саліх ібн Хамму і Ях'я ібн Алал. Раптово помер після молитви у мечеті 1398 року. Йому спадкував брат Абу Саїд Усман III.